# Мятеж принца Боворадета
Мятеж принца Боворадета (тайск.: กบฏบวรเดช) – мятеж против правительства Пья Пахона, организованный роялистом принцем Боворадетом в 1933 году. Восстание было подавлено. Принц Боворадет (тайск.: พระเจ้าบรมวงศ์เธอ พระองศ์เจ้าบวรเดช) был внуком короля Рамы IV Монгкута, сыном принца Нарета. В период царствования Чулалонгкорна служил в посольстве Таиланда во Франции. При Раме VII занимал пост военного министра, в 1928 году получил должность министра внутренних дел. В 1931 году ушел в отставку. 
В результате государственного переворота 1932 года, который организовала Народная партия (Кхана Ратсадон), в Сиаме произошла смена абсолютной монархии на конституционную. В Королевстве было сформировано первое правительство, состоявшее из представителей военной и гражданской элиты, и первая Конституция. Первым премьер-министром страны стал Пья Мано (июнь 1932-июнь 1933). Представителей королевской элиты устранили с руководящих должностей в государственном аппарате и армии.
В октябре 1933 года принц Боворадет, бывший военный министр, который был отстранен от должностей в армии и в государственном аппарате Сиама решением Народной партии (Кхана Ратсадон) по указу о недопущении принцев в политику, организовал антиправительственный мятеж. Принц выступал за свержение правительства Пья Пахона, который занял пост премьер-министра страны в июне 1933 года. Главной причиной мятежа было недовольство установленным режимом правления и отсутствие у королевской элиты былых привилегий. «Официальной» причиной принц Боворадет объявил нарушение правительством Пья Пахона демократических принципов (народ все еще не мог участвовать в выборах). Известно, что принц Боворадет обсуждал государственный переворот июня 1933 с Пья Пахоном, который после переворота стал премьер-министром. Принц Боворадет надеялся, что ему предложат должность премьер-министра, однако заговорщики сменили состав правительства и без помощи принца.
Стоит отметить, что в тот период реальная власть находилась в руках Народной партии, а участие короля в политической жизни Сиама было сведено к минимуму. По этой причине в любой ситуации, когда власть Народной партии пытались скомпрометировать, винили Раму VII Прачатипока, который, якобы, пытался вернуть прежний режим. Мятеж принца Боворадета также посчитали очередной попыткой роялистов подорвать влияние Народной партии, поскольку организаторы и идеологи мятежа были представителями королевской семьи и королевской элиты. Многие были уверены, что во главе мятежа стоит король Рама VII.
Боворадет собрал войска в Корате. В середине октября состоялось решающее сражение между правительственными войсками и оппозицией. Мятеж был подавлен правительственными войсками, под руководством Пибун Сонгкрама. Принц Боворадет бежал во Вьетнам. До 1948 года он находился на территории Камбоджи, затем был реабилитирован и вернулся на родину. 244 участникам восстания сократили срок заключения с 20 лет до 6 месяцев, некоторые были помилованы. Премьер-министр Пья Мано и его правительство остались у власти.